# Нара (приток Куженги)
Нара — река в России, протекает по территории Сосновецкого сельского поселения Беломорского района Республики Карелии. Длина реки — 9 км.
Река берёт начало из болота без названия на высоте выше 138,5 м над уровнем моря и далее течёт в юго-восточном направлении по заболоченной местности.
Нара в общей сложности имеет два притока суммарной длиной 4,0 км.
Втекает на высоте 120,6 м над уровнем моря в озеро Верхнее Куженгу, через которое протекает река Куженга, впадающая в озеро Берёзовое. Последнее соединяется короткой протокой с озером Тунгудским, через которое протекает река Тунгуда, впадающая в реку Нижний Выг.
Населённые пункты на реке отсутствуют.
Код объекта в государственном водном реестре — 02020001312102000006697.